# Коулмонт (Індіана)
Коулмонт (англ. Coalmont) — переписна місцевість (CDP) в США, в окрузі Клей штату Індіана. Населення — 354 особи (2020).

## Географія
Коулмонт розташований за координатами 39°11′23″ пн. ш. 87°13′10″ зх. д. / 39.18972° пн. ш. 87.21944° зх. д. (39.189627, -87.219583).  За даними Бюро перепису населення США в 2010 році переписна місцевість мала площу 3,90 км², з яких 3,89 км² — суходіл та 0,01 км² — водойми.

## Демографія
Згідно з переписом 2010 року, у переписній місцевості мешкали 402 особи в 156 домогосподарствах у складі 107 родин. Густота населення становила 103 особи/км².  Було 186 помешкань (48/км²).
Расовий склад населення:
| - 95,8 % — білих - 1,7 % — корінних американців - 0,2 % — чорних або афроамериканців |

До двох чи більше рас належало 2,0 %. Частка іспаномовних становила 0,5 % від усіх жителів.
За віковим діапазоном населення розподілялося таким чином: 23,4 % — особи молодші 18 років, 61,9 % — особи у віці 18—64 років, 14,7 % — особи у віці 65 років та старші. Медіана віку мешканця становила 39,7 року. На 100 осіб жіночої статі у переписній місцевості припадало 103,0 чоловіків;  на 100 жінок у віці від 18 років та старших — 101,3 чоловіків також старших 18 років.
Медіана доходів становила 51 573 долари для чоловіків та 35 458 доларів для жінок. За межею бідності перебувало 9,2 % осіб, у тому числі 14,8 % дітей у віці до 18 років та 35,5 % осіб у віці 65 років та старших.
Цивільне працевлаштоване населення становило 152 особи. Основні галузі зайнятості: мистецтво, розваги та відпочинок — 40,1 %, сільське господарство, лісництво, риболовля — 21,1 %, освіта, охорона здоров'я та соціальна допомога — 17,8 %.